# F. Graaegletsjer
De F. Graaegletsjer is een gletsjer in Nationaal park Noordoost-Groenland in het oosten van Groenland. Het is een van de gletsjers die uitkomen in het Nordvestfjord. Ten zuiden van de gletsjer ligt de Charcotgletsjer en verder zuidelijker de Daugaard-Jensengletsjer. Op ongeveer 30 kilometer naar het oosten liggen de Jomfrugletsjer en Hammerskjøldgletsjer.
De F. Graaegletsjer heeft een lengte van meer dan 30 kilometer en een breedte van meer dan 2700 meter. De snelheid van de gletsjer was 1200 meter per jaar (2001).
In het noordoosten ligt het Nathorstland en in het zuidwesten het Charcotland.